# Tuja (növénynemzetség)
A tuja (Thuja) a toboztermők (Pinophyta) közé sorolt ciprusfélék (Cupressaceae) családjának egyik növénynemzetsége mintegy öt fajjal. Ezeket gyakran „életfáknak” nevezik.

## Származása, elterjedése
Egyes fajai Kelet-Ázsiában, mások Észak-Amerikában honosak.

## Fajai
- koreai tuja[2] (Thuja koraiensis) Nakai (1919)[3]
- nyugati tuja (nyugati életfa, közönséges tuja, tuja, Thuja occidentalis)[2] L.[3]
- óriás tuja (óriás életfa)[2] Thuja plicata Donn ex D.Don[3]
- foszló kérgű tuja[2] (Thuja standishii) (Gordon) Carrière[3]
- kínai tuja[2] (Thuja sutchuenensis) Franch.[3]

A malonyai tuja (Thuja occidentalis cv. Malonyana) a közönséges tuja egyik változata.
Korábban a Thuja nemzetségbe sorolták a ma már a monotipikus Platycladus nemzetségbe sorolt keleti életfát (Platycladus orientalis) is.

## Megjelenése, felépítése
Fajai fák vagy cserjék. Koronája általában kúp alakúak, vízszintes hajtásokkal. A páfrányszerűen két merőleges síkba rendeződő hajtások színe általában sötétebb és fényesebb, a fonákuk halványabb és fakó.
Pikkelylevelei keresztben átellenesen, rányomottan állnak, a fonákukon a meglehetősen lapos, telt levelkék közötti mélyedésekben gyakran hamvas szürke vagy ezüstös rajzolattal. Az apró, hegyes levélcsúcsok befelé hajlanak, ezért a hajtások tapintása puha.A szétmorzsolt levelek illata kellemes édeskés.
Kis, ovális, felálló tobozai a hajtásvégeken nőnek. A fiatal tobozpikkelyek ívesen hajlanak és egymásra borulnak, éretten barnák és szétállóak.

## Életmódja, termőhelye
Örökzöld. Természetes élőhelyein erdőalkotó.

## Felhasználása
Gyakori dísznövény, az egyes fajoknak sok kertészeti változata ismert.
A  nyugati tuja (Thuja occidentalis) nagy C-vitamin-tartalmú levelét forrázva sokáig a skorbut ellen használták.